# Ian Kershaw

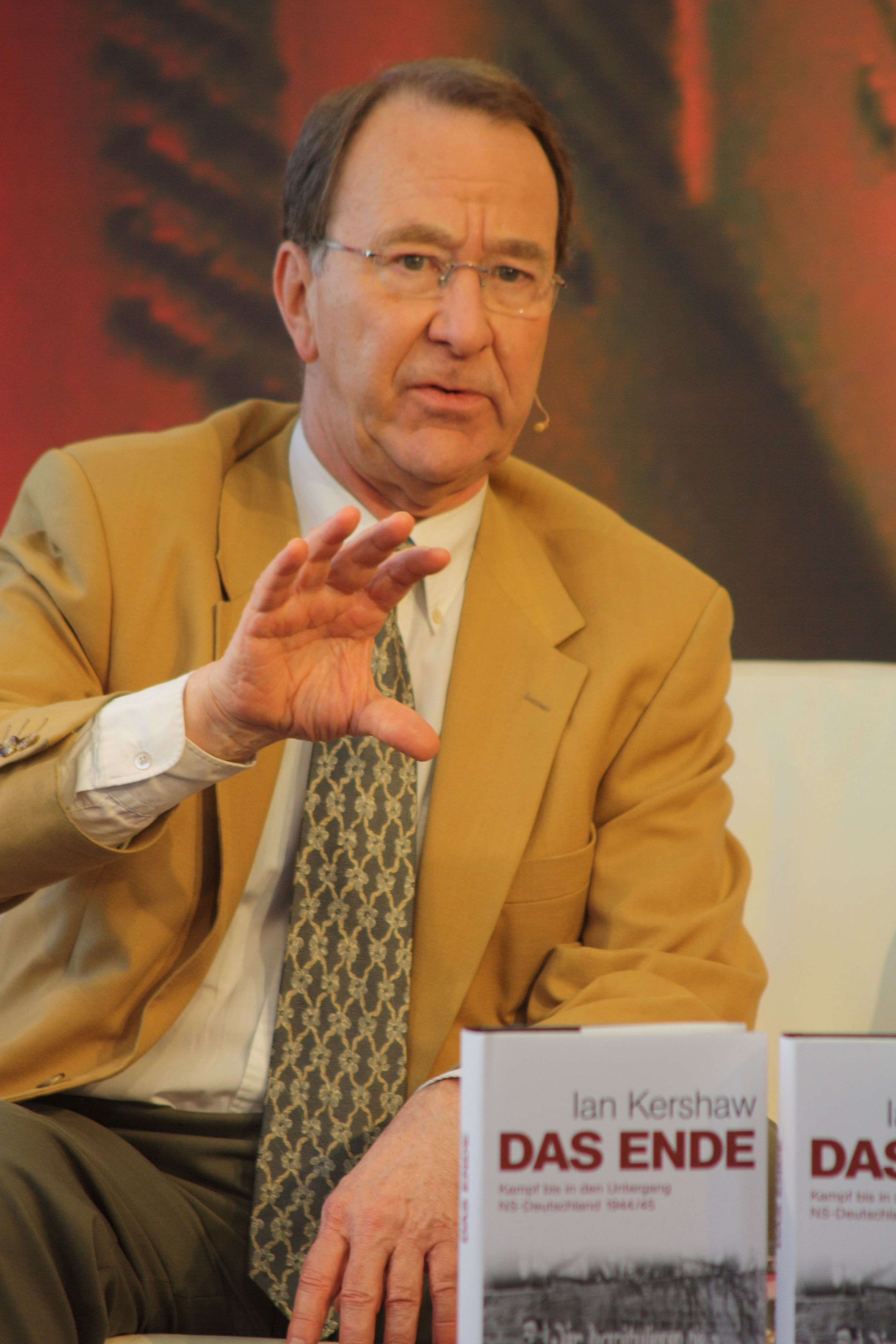
Ian Kershaw

Ian Kershaw (Oldham, 29 april 1943) is een Engels hoogleraar moderne geschiedenis aan de University of Sheffield, die geldt als een van 's werelds meest prominente onderzoekers van nazi-Duitsland. Hij werd vooral bekend door zijn biografieën van Adolf Hitler waarin hij de wisselwerking analyseert tussen Hitlers leven en zijn perceptie bij het Duitse volk. De biografieën van Kershaw onderscheiden zich in die zin van vorige biografieën van Joachim Fest of Alan Bullock. 
Ook verwierf hij wereldfaam met het boek "Keerpunten", waarin hij tien beslissingen analyseert die de loop van de Tweede Wereldoorlog hebben bepaald.

## Achtergrond
Ian Kershaw werd geboren in een katholiek arbeidersgezin. Gedurende zijn jeugd raakte hij gefascineerd door de middeleeuwse en vroeg-moderne periodes waarin Engeland een sterk katholieke basis had. Hij studeerde aan de Universiteit van Liverpool en later het Merton College in Oxford. Hij was oorspronkelijk gespecialiseerd in de middeleeuwen, later ging hij zich verdiepen in de moderne Duitse sociale geschiedenis. Toen Kershaw in 1972 Beieren bezocht, was hij geschokt na een gesprek met een oudere Duitser die zijn inzichten met Kershaw deelde. De man zei: "You English were so foolish. If only you had sided with us. Together we could have defeated Bolshevism and ruled the earth!" en "The Jew is a louse!" (Vrij vertaald: "Jullie Engelsen waren zo dom, als jullie aan onze kant hadden gestaan, hadden we het bolsjevisme verslagen en waren we wereldheersers geweest! De joden zijn luizen.") Deze ontmoeting deed Kershaw uitzoeken waarom en hoe het volk in Duitsland het nationaalsocialisme steunde. Kershaw werd hiermee een prominent figuur binnen het functionalisme-intentionalisme-debat.

## Werken
- Bolton Priory Rentals and Ministers; Accounts, 1473–1539, (ed.) (Leeds, 1969)
- Bolton Priory. The Economy of a Northern Monastery, (Oxford, 1973).
- The Persecution of the Jews and German Popular Opinion in the Third Reich, pages 261–289 from Yearbook of the Leo Baeck Institute, Volume 26, 1981.
- Popular Opinion and Political Dissent in the Third Reich. Bavaria, 1933–45, (Oxford, 1983, rev. 2002), ISBN 0198219229
- The Nazi Dictatorship. Problems and Perspectives of Interpretation, (London, 1985, 4th ed., 2000) ISBN 0-340-76028-1
- The 'Hitler Myth'. Image and Reality in the Third Reich (Oxford, 1987, rev. 2001). ISBN 0-19-280206-2
- Weimar. Why did German Democracy Fail?, (ed.) (London, 1990) ISBN 0-312-04470-4
- Hitler: A Profile in Power, (London, 1991, rev. 2001)
- 'Improvised genocide?' The Emergence of the 'Final Solution' in the 'Wargenthau" pages 51–78 from Transactions of the Royal *Historical Society, Volume 2, December 1992.
- Working Towards the Führer: Reflections on the Nature of the Hitler Dictatorship, pages 103–118 from Contemporary European *History, Volume 2, Issue #2, 1993; reprinted on pages 231–252 from The Third Reich edited by Christian Leitz, London: Blackwill, 1999, ISBN 0631207007.
- Stalinism and Nazism: Dictatorships in Comparison, (ed. with Moshe Lewin) (Cambridge, 1997) ISBN 0-521-56521-9
- Hitler 1889–1936: Hubris, (London, 1998) ISBN 0-393-32035-9
- Hitler 1936–1945: Nemesis, (London, 2000) ISBN 0-393-32252-1
- The Bolton Priory Compotus 1286–1325 (ed. with David Smith) (London, 2001)
- Making Friends with Hitler: Lord Londonderry and the British Road to War, (London, 2004) ISBN 0-7139-9717-6
- Europe's Second Thirty Years War, pages 10–17 from History Today, Volume 55, Issue # 9, September 2005
- Fateful Choices: Ten Decisions That Changed the World, 1940–1941 (London, 2007) ISBN 1-5942-0123-4
- Hitler, The Germans, and the Final Solution (Yale, 2008) ISBN 0-3001-2427-9
- Hitler (one-volume abridgment of Hitler 1889–1936 and Hitler 1936–1945; London, 2008) ISBN 1846140692
- Luck of the Devil The Story of Operation Valkyrie, (London: Penguin Books, 2009), ISBN 0141040068
- The End: Hitler's Germany 1944-45, (Allen Lane, 2011), ISBN 0713997168
- To Hell and Back 1914-1949, ISBN 9780713990898 (Ned. vertaling: De afdaling in de hel; Europa 1914-1949. Houten/Antwerpen: Spectrum, 2015)
- Roller-Coaster Europe, 1950-2017 (Allen Lane, 2018) (Ned. vertaling: Een naoorlogse achtbaan; Europa 1950-2017. Houten/Antwerpen: Spectrum, 2018)